# Talsperre Zeulenroda
Die Talsperre Zeulenroda wurde von 1968 bis 1975 angelegt und wird umgangssprachlich auch Zeulenrodaer Meer genannt. Sie wird von der Thüringer Fernwasserversorgung betrieben. Die Einweihung war 1977.

## Nutzung
Die Talsperre war neben der weiter flussabwärts gelegenen Weidatalsperre eine der beiden Trinkwassertalsperren im Thüringer Schiefergebirge an der Weida bei Zeulenroda-Triebes. Am 1. September 2012 wurde die Trinkwasserschutzzone aufgehoben. Die Talsperre dient ab diesem Zeitpunkt im Verbund mit der Weidatalsperre nur noch als Reservoir für den Hochwasserschutz, der Niedrigwasseraufhöhung und der touristischen Nutzung.

## Staudamm
Angestaut wird sie durch einen 307 m langen und knapp 35 m hohen Steinschüttdamm aus Diabas-Schüttmaterial. Ein geneigter Lehmspund als Innendichtung, der bis zu 12 m stark ist und 5,5 m in den Untergrund reicht, dichtet die rund 360.000 m³ Schüttmaterial ab.
Das Wasser wird über einen 49 Meter hohen Wasserentnahmeturm entnommen, der durch eine 105 m lange Spannbetonbrücke mit dem Land verbunden ist. Die maximale Wassertiefe beträgt 30,1 m.

## Vorsperre
Zur Talsperre gehört auch die durch einen 295 m langen Schüttdamm angestaute Vorsperre Riedelmühle bei Läwitz. Sie fasst nahezu 1,2 Millionen m³ Wasser. Die Wasserfläche erreicht maximal 33,2 ha, ihre Länge beträgt 1,2 km. Der Damm ist über Gründung 13,2 m hoch und über Talsohle 9 m.

## Sonstiges

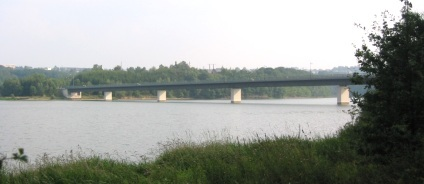
Talsperrenbrücke zwischen Zeulenroda und Quingenberg

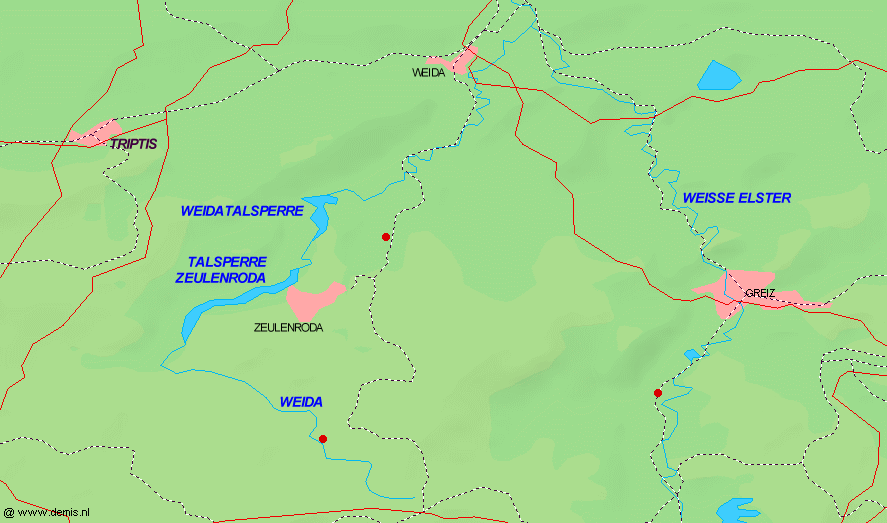
Der Flusslauf der Weida in Ostthüringen

Beim Einsturz der im Bau befindlichen 362 Meter langen Brücke über den Stausee nach Quingenberg kamen am 13. August 1973 vier Arbeiter ums Leben, fünf wurden schwer verletzt. Die Arbeiten (erstmals in der DDR eine Brücke im freien Vorbau) fanden unter Termindruck und bei Zwang zur Stahleinsparung statt. Da dieses Ereignis am Jahrestag des Mauerbaus stattfand, wurde zunächst Sabotage vermutet. Der Chefingenieur und zwei Mitarbeiter wurden im Mai 1974 vom Bezirksgericht Gera zu mehrjährigen Gefängnisstrafen verurteilt, dann jedoch vom Obersten Gericht der DDR freigesprochen. Im Zuge der Ermittlungen wurde letztendlich festgestellt, dass veraltete Konstruktionsvorgaben die Ursache waren. Hauptgrund des Einsturzes war eine veraltete Bauvorschrift im Stahlbau (TGL). Die Kastenkonstruktion des Trägers „beulte“ aufgrund der hohen Belastung aus. Bereits zwei Jahre zuvor geschah beim Bau der Südbrücke in Koblenz ein analoges Unglück. Die DIN (Nachweis der Beulsicherheit) wurde geändert. In der DDR wurde diese Änderung nicht umgesetzt, so kam es durch Ausbeulen zum Abknicken.
Seit 1994 erinnert ein Gedenkstein an der Straße an die vier 1973 ums Leben gekommenen Bauarbeiter. Die Brücke hat eine Höhe von 37 m über dem Talsperrengrund.
Vor dem Bau der Talsperre befanden sich im Tal mehrere Mühlen. Beim Bau der Talsperre mussten viele von ihnen den Fluten weichen. Am Ufer entstand ein FDGB-Ferienheim, das Bungalowdorf Zadelsdorf und das Strandbad Zeulenroda. Nach der Schließung des Ferienhotels am 31. Mai 1997 wurde das Haus ab 1999 komplett saniert und vollkommen umgebaut. Seit 2001 empfängt das Bio-Seehotel Zeulenroda als 4-Sterne- und Bio-Hotel wieder Gäste. Der Rundwanderweg um die Talsperre wurde im Jahr 2006 als „Qualitätsweg Wanderbares Deutschland“ ausgezeichnet. Zur Nachzertifizierung im Jahr 2009 kamen weitere 25 km Wanderweg hinzu. 2012 bekam der Zeulenrodaer Talsperrenwanderweg zum dritten Mal das Gütesiegel des Deutschen Wanderverbandes. Der DSV Nordic Walking Park „Thüringer Vogtland“ im Weidatal an der Talsperre bietet vier unterschiedlich schwere und gut markierte Strecken.